# Paramyia regalis
Paramyia regalis är en tvåvingeart som beskrevs av Papp 2001. Paramyia regalis ingår i släktet Paramyia och familjen sprickflugor.
Artens utbredningsområde är Guyana. Inga underarter finns listade i Catalogue of Life.